# Podul Vadul lui Vodă–Coșnița
Podul Vadul lui Vodă–Coșnița este un pod rutier peste Nistru din Republica Moldova, care, face legătura cu raioanele din est ale acesteia. Lucrarea de artă, edificată în zona unui vechi vad al râului, leagă localitățile Vadul lui Vodă și Coșnița din raionul Dubăsari. 
În timpul Războiului din Transnistria podul a reprezentat un obiectiv militar important.

## Istoric

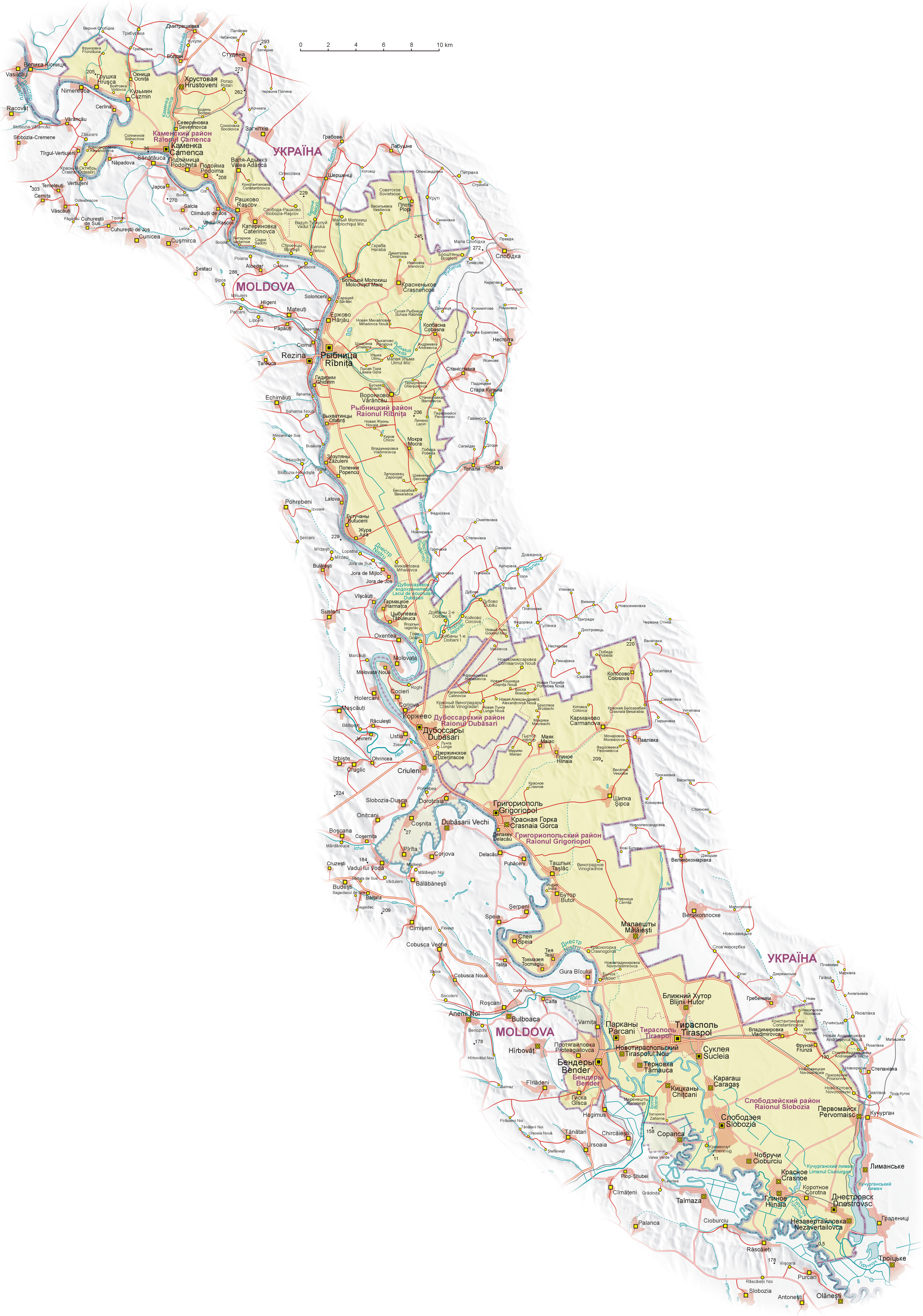
Legături cu raioanele Republicii Moldova din stânga Nistrului.

De numele Vadul lui Vodă  sunt legate în istorie atât existența unui vad al Nistrului în dreptul localității, cât și asocierea cu domnitorul Ștefan cel Mare, precum și existența unui debarcader pentru cheresteaua care, cobora în perioada stăpânirii otomane pe Nistru.
În 1941, aici a fost edificat de către trupele de geniu ale Armatei Române un pod de vase peste râu.
În timpul Războiului din Transnistria podul a reprezentat un obiectiv militar important. În primăvara anului 1992, la 14 martie, podul a fost distrus de către militarii regimului transnistrean, respectiv de către geniștii batalionului de profil din Parcani al Armatei a 14-a, alăturați la ordin separatiștilor.
Cinsprezece ani mai târziu, trupe moldovenești, ruse și transnistrene erau încă desfășurate în zona acestuia. Împușcarea lui Vadim Pisari de către un militar rus la 1 ianuarie 2012, în zona podului, a reprezentat un nou incident care a pus în discuție legitimitatea prezenței trupelor ruse pe teritoriul Republicii Moldova.
După 29 de ani (în 2021)  podul a fost reparat și circulația rutieră pe el, deblocată.

## Aspecte economice
Podul existent aici unește localitățile Vadul lui Vodă (aflată pe malul drept) al Nistrului cu Coșnița, aflată pe malul stâng și oferă acces dinspre Transnistria spre drumul dintre Chișinău și Tiraspol.
Pe partea dreaptă a podului se află un post fiscal de control al Republicii Moldova, precum și un post vamal și de poliție.

## Vezi si
- Transportul în Republica Moldova